# Mack Air
Mack Air es una aerolínea chárter con base en Maun, Botsuana. La compañía ha operado en el norte de Botsuana desde 1994. En 2007 empleaba a 15 personas, incluyendo ocho pilotos.
La compañía proporciona vuelos chárter para fotografía aérea, viajes turísticos y evacuaciones médicas o escenas de vuelos.
La Botswana Travel Guide dice de la aerolínea que "mantiene una buena seguridad así como confianza, alta calidad como compañía de vuelos chárter, sin críticas en ninguno de sus campos."

## Accidentes e incidentes
El 6 de enero de 2010 la Cessna 208 de la compañía se estrelló y quedó "fuertemente dañada" durante el despegue desde la franja aérea de Piajo, Isla de Chief, Delta del río Okavango, Botsuana cuando falló el motor. El avión aterrizó en una planicie húmeda y se volcó. El piloto y los cinco pasajeros resultaron heridos, siendo la lesión más grave una fractura de cadera. El piloto y cuatro de los pasajeros fueron evacuados a hospitales sudafricanos.

## Flota
Mack Air opera las siguientes aeronaves:
- 1 - Cessna 208 Grand Caravan[2]
- 5 - Cessna 206 Sationair[2]
- 1 - Cessna 210 Centurion[2]
- 1 - Gippsland GA8 Airvan[2]